# Arthur Stockhoff
Arthur Martin Stockhoff (Saint Louis, Missouri, 19 de novembre de 1879 – Saint Louis, 20 d'octubre de 1934) va ser un remer estatunidenc que va competir a primers del segle xx.
El 1904 va prendre part en els Jocs Olímpics de Saint Louis, on va guanyar la medalla d'or en la prova de quatre sense timoner del programa de rem, formant equip amb August Erker, George Dietz i Albert Nasse.